# Н’Жи, Клинтон
Клинто́н Мюа́ Н’Жи (фр. Clinton Mua N’Jie; род. 15 августа 1993 года в Буэа) — камерунский футболист, нападающий национальной сборной Камеруна.

## Клубная карьера

### «Лион»
Н’Жи находился в системе «Лиона» с 2011 года. С 2011 года он начал выступать за вторую команду и провёл за неё полсотни матчей. За первую команду «Лиона» дебютировал 18 ноября 2012 года в матче против «Реймса». Всего в своём дебютном сезоне он появился в четырёх матчах чемпионата. В следующем сезоне Н’Жи принял участие всего лишь в трёх встречах. Регулярно играть начал только в сезоне 2014/15, 24 сентября он забил свой первый гол в матче против «Лорьяна».

### «Тоттенхэм»
15 августа 2015 года английский «Тоттенхэм Хотспур» объявил, что клуб достиг соглашения о подписании Н’Жи, пятилетнего контракта стоимостью в €12 миллионов (£8,3 миллионов). Н’Жи дебютировал 17 сентября в матче группового этапа Лиги Европы против «Карабаха», выйдя на замену вместо Андроса Таунсенда. 10 декабря 2015 года он порвал медиальную коллатеральную связку во время матча группового этапа Лиги Европы против «Монако». Он должен был пройти операцию на колене, а время восстановления заняло 1-2 месяца, а возможно и дольше.[уточнить] Первый матч после травмы Н’Жи провел 8 мая 2016 года в матче Премьер-лиги против «Саутгемптона», который стал последним для него в этом сезоне за «Тоттенхэм».

### «Олимпик» Марсель
31 августа 2016 года Н’Жи вернулся в Лигу 1, присоединившись к «Марселю» по договору однолетней аренды. У клуба было право выкупа игрока за 7 миллионов евро в конце аренды, а Жорж-Кевин Нкуду направится в «Тоттенхэм». 11 сентября Н’Жи дебютировал, выйдя на замену вместо Вильяма Венкёра на 68-й минуте против «Ниццы», а через две недели забил свой первый гол, сравняв счет в игре против «Нанта» (2:1).

### «Динамо» Москва
21 июля 2019 года подписал контракт с московским «Динамо». Долгое время появлялся на поле во вторых таймах, или в конце матча, и лишь единожды отыграл все 90 минут, а также долго не мог отличиться взятием ворот. Дебютный гол в официальных встречах за Динамо забил 27 октября 2019 года, в последние 10 минут в матче против ЦСКА, этот гол стал единственным, а игроку после матча вручили награду «Лучший игрок матча».

## Карьера в сборной
Провёл один матч за молодёжную сборную Камеруна. В составе национальной сборной Камеруна дебютировал 6 сентября 2014 года в матче против сборной ДР Конго и отметился забитым голом.
Летом 2019 года на Кубке африканских наций в Египте был вызван в состав национальной сборной. В матче 1/8 финала против Нигерии забил гол на 44-й минуте, но его сборная уступила 2:3 и покинула турнир.

### Голы за сборную
| №   | Дата             | Место                                    | Соперник     | Счёт | Результат | Турнир                   |
| --- | ---------------- | ---------------------------------------- | ------------ | ---- | --------- | ------------------------ |
| 1.  | 6 сентября 2014  | ТП Мазембе, Лубумбаши, ДР Конго          | ДР Конго     | 1–0  | 2–0       | Квалификация на КАН 2015 |
| 2.  | 10 сентября 2014 | Стад Ахмаду Ахиджо, Яунде, Камерун       | Кот-д’Ивуар  | 1–0  | 4–1       | Квалификация на КАН 2015 |
| 3.  | 10 сентября 2014 | Стад Ахмаду Ахиджо, Яунде, Камерун       | Кот-д’Ивуар  | 4–1  | 4–1       | Квалификация на КАН 2015 |
| 4.  | 30 марта 2015    | Раджамангала, Бангкок, Таиланд           | Таиланд      | 2–2  | 3–2       | Товарищеский матч        |
| 5.  | 6 июня 2015      | Ив дю Мануар, Коломб, Франция            | Буркина-Фасо | 2–2  | 3–2       | Товарищеский матч        |
| 6.  | 6 июня 2015      | Ив дю Мануар, Коломб, Франция            | Буркина-Фасо | 3–2  | 3–2       | Товарищеский матч        |
| 7.  | 7 октября 2017   | Стад Ахмаду Ахиджо, Яунде, Камерун       | Алжир        | 1–0  | 2–0       | Квалификация на ЧМ 2018  |
| 8.  | 23 марта 2019    | Стад Ахмаду Ахиджо, Яунде, Камерун       | Коморы       | 3–0  | 3–0       | Квалификация на КАН 2019 |
| 9.  | 6 июля 2019      | Александрия, Александрия, Египет         | Нигерия      | 2–1  | 2–3       | КАН 2019                 |
| 10. | 12 ноября 2020   | Стад де ла Реюнификацьон, Дуала, Камерун | Мозамбик     | 4–1  | 4–1       | Квалификация на КАН 2021 |

## Клубная статистика
| Клуб                     | Сезон      | Лига         | Лига  | Лига | Кубок | Кубок | Кубок лиги | Кубок лиги | Европа | Европа | Итог  | Итог |
| Клуб                     | Сезон      | Дивизион     | Матчи | Голы | Матчи | Голы  | Матчи      | Голы       | Матчи  | Голы   | Матчи | Голы |
| ------------------------ | ---------- | ------------ | ----- | ---- | ----- | ----- | ---------- | ---------- | ------ | ------ | ----- | ---- |
| Олимпик Лион             | 2012/13    | Лига 1       | 4     | 0    | 0     | 0     | 0          | 0          | 0      | 0      | 4     | 0    |
| Олимпик Лион             | 2013/14    | Лига 1       | 3     | 0    | 0     | 0     | 0          | 0          | 3      | 0      | 6     | 0    |
| Олимпик Лион             | 2014/15    | Лига 1       | 30    | 7    | 1     | 0     | 0          | 0          | 2      | 1      | 33    | 8    |
| Олимпик Лион             | Итог       | Итог         | 37    | 7    | 1     | 0     | 0          | 0          | 5      | 1      | 43    | 8    |
| Тоттенхэм Хотспур        | 2015/16    | Премьер-лига | 8     | 0    | 0     | 0     | 1          | 0          | 5      | 0      | 14    | 0    |
| Олимпик Марсель (аренда) | 2016/17    | Лига 1       | 22    | 4    | 1     | 0     | 0          | 0          | —      | —      | 23    | 4    |
| Олимпик Марсель          | 2017/18    | Лига 1       | 22    | 7    | 3     | 1     | 1          | 0          | 13     | 1      | 39    | 9    |
| Олимпик Марсель          | 2018/19    | Лига 1       | 17    | 3    | 0     | 0     | 1          | 0          | 3      | 0      | 21    | 3    |
| Олимпик Марсель          | Итог       | Итог         | 61    | 14   | 4     | 1     | 2          | 0          | 16     | 1      | 83    | 16   |
| Динамо (Москва)          | 2019/20    | Премьер-лига | 19    | 1    | 0     | 0     | —          | —          | —      | —      | 19    | 1    |
| Динамо (Москва)          | 2020/21    | Премьер-лига | 23    | 4    | 1     | 0     | —          | —          | 1      | 0      | 25    | 4    |
| Динамо (Москва)          | 2021/22    | Премьер-лига | 13    | 0    | 2     | 0     | —          | —          | —      | —      | 15    | 0    |
| Динамо (Москва)          | Итог       | Итог         | 55    | 5    | 3     | 0     | 0          | 0          | 1      | 0      | 59    | 5    |
| Общий итог               | Общий итог | Общий итог   | 161   | 26   | 8     | 1     | 3          | 0          | 27     | 2      | 199   | 29   |

1. 1 2 3 4 5  Матч(и) в Лиге Европы

## Достижения

### Клубные

#### «Олимпик Лион»
- Финалист Кубка французской лиги: 2013/14

#### «Олимпик Марсель»
- Финалист Лиги Европы: 2017/18

#### «Динамо Москва»
- Финалист Кубка России: 2021/22

### Международные
- Обладатель Кубка африканских наций: 2017